# لوکا آدزیچ
لوکا آدزیچ (سیریلیک صربی: Лука Аџић؛ زادهٔ ۱۷ سپتامبر ۱۹۹۸) بازیکن فوتبال اهل صربستان است.
از باشگاه‌هایی که در آن بازی کرده است می‌توان به باشگاه فوتبال آنکاراگوچو، باشگاه فوتبال اندرلشت، و باشگاه فوتبال ستاره سرخ بلگراد اشاره کرد.
وی همچنین در تیم‌های ملی فوتبال صربستان و  زیر ۲۱ سال صربستان بازی کرده است.